# Municipio de Middletown (condado de Bucks)
El municipio de Middletown (en inglés: Middletown Township) es un municipio ubicado en el condado de Bucks en el estado estadounidense de Pensilvania. En el año 2000 tenía una población de 44.141 habitantes y una densidad poblacional de 891.7 personas por km².

## Geografía
El municipio de Middletown se encuentra ubicado en las coordenadas 40°09′45″N 74°53′43″O / 40.16250, -74.89528.

## Demografía
Según la Oficina del Censo en 2000 los ingresos medios por hogar en la localidad eran de $63,964 y los ingresos medios por familia eran $71,271. Los hombres tenían unos ingresos medios de $47,244 frente a los $32,154 para las mujeres. La renta per cápita para la localidad era de $25,213. Alrededor del 3,3% de la población estaban por debajo del umbral de pobreza.